# Zamek w Löcknitz

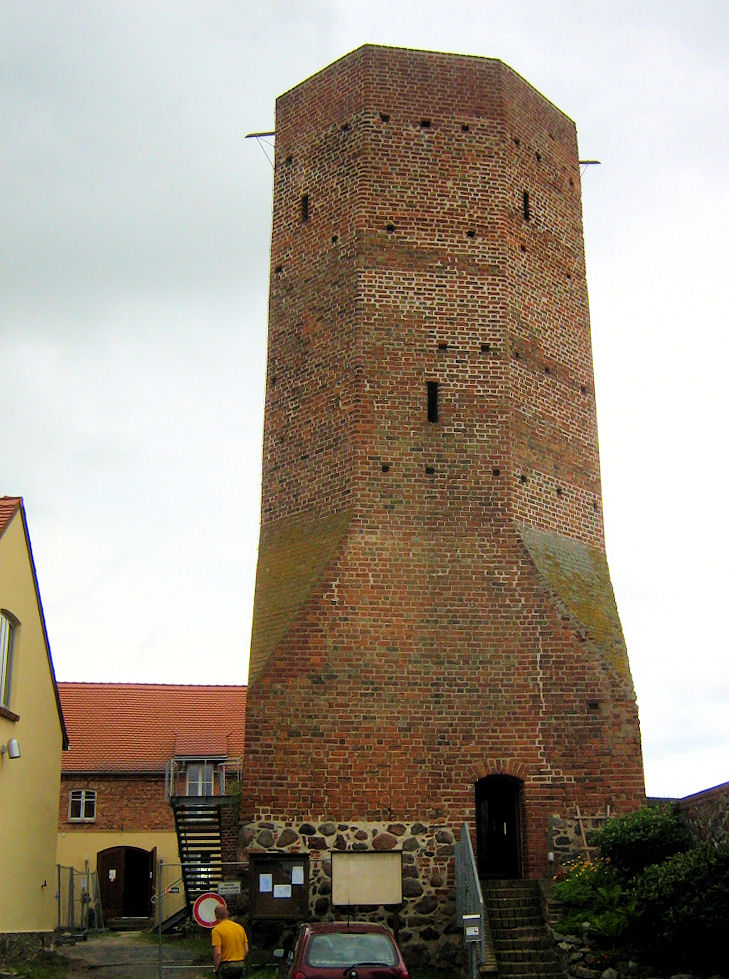
Zachowana wieża zamku w Löcknitz.

Zamek w Löcknitz (niem. Burg Löcknitz) – pozostałości średniowiecznego zamku w mieście Löcknitz nad rzeką Randow,  w południowo-wschodniej części niemieckiego kraju związkowego Meklemburgia-Pomorze Przednie na terenie Pomorza Przedniego.

## Historia
Pierwsza wzmianka o obiekcie obronnym w Löcknitz pochodzi z 1212 roku; istniało tam wówczas słowiańskie grodzisko. Murowaną konstrukcję wzniesiono około 1400 roku, po opanowaniu tych terenów przez książąt pomorskich. Zamek stał na granicy między księstwem szczecińskim a Brandenburgią; przed 1390 rokiem należał do Brandenburgii, w latach 1390-1468 do książąt pomorskich; formalnie włączono go do Brandenburgii w 1472 roku, po zawarciu przez książąt pomorskich i elektora brandenburskiego Albrechta III Achillesa tzw. drugiego pokoju w Prenzlau (1472, 1479). W tym okresie elektorzy brandenburscy nadali go wraz z otaczającymi go dobrami Wernerowi von der Schulenburg; zamek pozostawał w rękach von der Schulenburgów do 1688 roku, gdy powrócił do elektorów Brandenburgii.
W latach 1638–1650, w trakcie wojny trzydziestoletniej i krótko po jej zakończeniu, zamek znajdował się w rękach szwedzkich; utracił swoje znaczenie strategiczne w XVIII wieku.
W połowie XVI wieku na terenie zamku powstał dwór w styku renesansowym zbudowany przez Joachima von der Schulenburga. Był on zamieszkany do 1965 roku, po czym popadł w ruinę i został rozebrany. Z zamku zachowała się ośmioboczna ceglana wieża, którą opiekuje się miejscowe stowarzyszenie Heimat- und Burgverein Löcknitz e.V., mające na celu restaurację zamku. Reszta terenu znajduje się w rękach prywatnych i nie jest dostępna dla zwiedzających.